# Rik Valkenburg
Rik Valkenburg (Veenendaal, 20 november 1923 - Bennekom, 23 april 1994) was een Nederlands schrijver van protestants-christelijke signatuur.
Valkenburg was aanvankelijk kapper in zijn eigen kapperszaak, maar ging na een verkeersongeluk in 1964 nog maar halve dagen werken en vulde de rest van zijn tijd met schrijven. Vanaf 1971 kon hij volledig leven van zijn werk als schrijver. De broer van Rik heeft in dat jaar de kapperszaak overgenomen. Zijn eerste kinderboek, De autorit van Jan en Willy, was toen al verschenen. Uiteindelijk volgden meer dan 90 uitgaven. 
Valkenburg werd bekend vanwege zijn discussie-interviews met theologen. Ook verzorgde hij bundels met vraaggesprekken rond het Oranjehuis, de Watersnoodramp en de Tweede Wereldoorlog. Vanaf 1978 werkte hij als redactiesecretaris van het reformatorisch opinieblad Koers (nu De Nieuwe Koers). Valkenburg gold als een begenadigd verteller en spreker. Hij werd landelijk gevraagd voor lezingen en voordrachten. Zijn grote liefde gold vooral kinderen met wie hij de Bijbelse boodschap deelde. Ter gelegenheid van zijn veertigjarig jubileum als zondagsschoolmeester werd hij onderscheiden met de eremedaille in goud in de Orde van Oranje-Nassau.

## Veenendaal
Zijn woonplaats Veenendaal vormde het decor van de jeugdboeken "Frontale Botsing" (1964) en "Suzanne spoorloos verdwenen" (1990), maar vormde ook de inspiratie voor negen boeken, waarin het lokale verleden werd vastgelegd. In 2009 besloot de gemeenteraad van Veenendaal een straat naar hem te vernoemen en wijdde de EO twee uitzendingen van het radioprogramma "Nieuw Protestants Peil" aan Rik Valkenburg.

## Werken
- De autorit van Jan en Willy (1950)
- Walther en Billy op de Titanic (1966)
- Het paard van "Natte Klaas" (1968)
- Bij 't barnen van 't gevaar (1970)
- Hoe bar was het in 1929 (1979)
- Het teken van de jonge tamboer (1979)
- Het beginsel der wijsheid (1979)
- Die gelukkige Sjarlotte en Sjakie (1979)
- De zoon van het opperhoofd (1979)
- In schoner glans (1980)
- Frontale botsing (1981)
- Toen ’t schuimend zeenat hevig bruiste (1983)
- Komt tot Zijn schijnsel (1984)
- Walther en Billy aan het westelijk front (1986)
- In het woedend golfgeklots (1987)
- Wie was ds. R. Kok eigenlijk? (1989)
- Suzanne, spoorloos verdwenen (1990)
- Toen de vloed over het land raasde" (1995)
- Hun ster als teken (1996; voltooid door N. Koudijs-Valkenburg)